# Lula, o Filho do Brasil (filme)
Lula, o Filho do Brasil é um filme brasileiro de 2009, do gênero drama biográfico, dirigido por Fábio Barreto, com roteiro de Daniel Tendler, Fernando Bonassi e Denise Paraná baseado no livro biográfico homônimo, de Denise Paraná, inspirado na trajetória do presidente Luiz Inácio Lula da Silva.
O filme estreou no Brasil no dia 1.º de janeiro de 2010 e estava previsto para estrear em toda a América do Sul também no início de 2010. Foi a mais cara produção do cinema brasileiro (mais de R$ 17 milhões) até o lançamento de Nosso Lar, no mesmo ano.

## Produção
Baseado no livro homônimo escrito pela jornalista Denise Paraná, o filme narra a história de Lula de seu nascimento até a morte de sua mãe, quando é um líder sindical de 35 anos detido pela polícia política da ditadura militar. O roteiro foi escrito por Paraná, Fábio Barreto e Daniel Tendler, enquanto o escritor Fernando Bonassi está aperfeiçoando-o.
O ator João Miguel, conhecido por seu papel em Cinema, Aspirinas e Urubus, foi convidado para interpretar Lula, mas teve de acabar recusando à proposta devido a problemas com sua agenda. Após a desistência de Tay Lopez por problemas de sáude, Barreto escolheu o ator Rui Ricardo Dias para interpretar Lula na fase adulta. Os outros nomes no elenco principal são os de Glória Pires, Cléo Pires e Juliana Baroni, que interpretam a mãe, a primeira esposa de Lula e dona Marisa Letícia, respectivamente.
O filme foi produzido por Luiz Carlos Barreto e Paula Barreto, pai e irmã do diretor, e está previsto para ser o primeiro filme brasileiro a estrear simultaneamente em todo continente sul-americano. A previsão de estreia é para o início de 2010. O orçamento do filme é relativamente alto para os padrões do cinema brasileiro. Foram 15 milhões de reais que Barreto planejou obter sem subsídio municipal, estadual ou federal para evitar críticas. O filme começou a ser rodado no final de janeiro de 2009 em Garanhuns, terra natal de Lula.

## Elenco

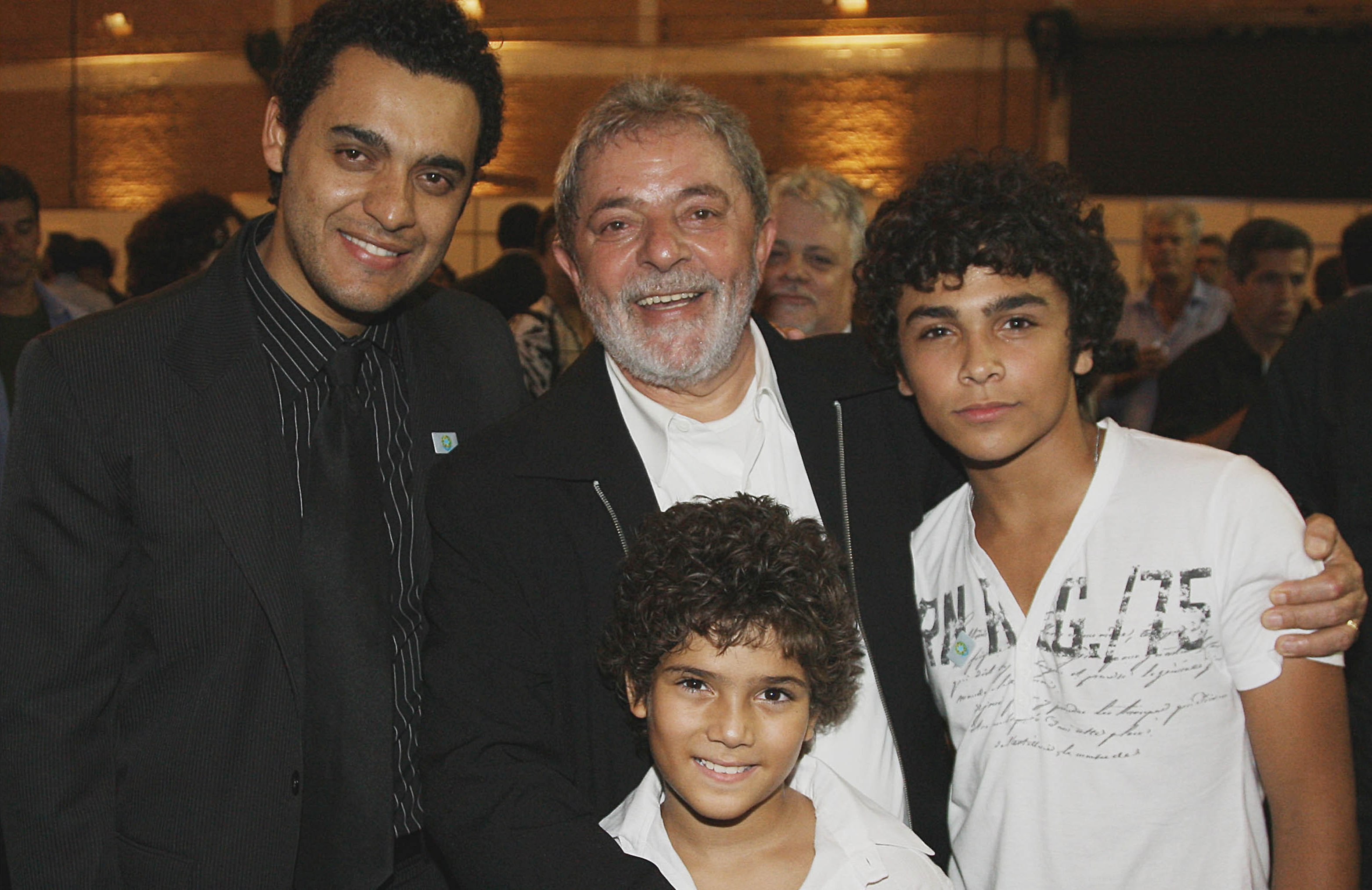
O presidente Luiz Inácio Lula da Silva, com os atores Rui Ricardo Diaz, Felipe Falanga e Guilherme Tortolio na pré-estreia do filme, na cidade de São Bernardo do Campo.

| Intérprete           | Personagem                             |
| -------------------- | -------------------------------------- |
| Rui Ricardo Diaz     | Luiz Inácio Lula da Silva              |
| Felipe Dantas        | Zé Cuia (jovem)                        |
| Glória Pires         | Eurídice Ferreira de Melo (Dona Lindu) |
| Lucélia Santos       | Professora de Lula                     |
| Cléo Pires           | Maria de Lurdes da Silva               |
| Juliana Baroni       | Marisa Letícia Lula da Silva           |
| Milhem Cortaz        | Aristides Inácio da Silva              |
| Clayton Mariano      | Lambari                                |
| Suzana Costa         | parteira                               |
| Jones Melo           | vendedor                               |
| Antônio Pitanga      | Sr. Cristóvão                          |
| Celso Frateschi      | Sr. Álvaro                             |
| Marcos Cesana        | Cláudio Feitosa                        |
| Guilherme Tortólio   | Luiz Inácio Lula da Silva (jovem)      |
| Felipe Falanga       | Luiz Inácio Lula da Silva (7 anos)     |
| Rayana Carvalho      | Dona Mocinha                           |
| Sóstenes Vidal       | Ziza                                   |
| Antonio Saboia       | Vavá                                   |
| Eduardo Acaiabe      | Geraldão                               |
| Marat Descartes      | Arnaldo                                |
| Nei Piacentini       | Dr. Miguel                             |
| Matheus Braga        | Luís Cláudio                           |
| Maicon Gouveia       | Jaime                                  |
| Jonas Mello          | Tosinho                                |
| Fernando Alves Pinto | Jornalista                             |
| Mariah Teixeira      | Marinete                               |
| Fernanda Laranjeira  | Tiana                                  |
| Luccas Papp          | Lambari (15 anos)                      |
| Vanessa Bizzarro     | Maria de Lurdes (13 anos)              |
| José Ramos           | motorista de pau de arara              |

## Contexto histórico
A trajetória de vida de Lula coincide com vários aspectos marcantes da história do Brasil, motivo pelo qual Paraná decidiu escrever o livro, que é sua tese de doutorado em História pela Universidade de São Paulo (USP). Durante sua pesquisa para o livro, Paraná entrevistou Lula e várias pessoas ligadas a ele. De acordo com ela, enquanto ouvia os depoimentos de Lula, pensava consigo mesmo se tratar de "um roteiro de filme mal-escrito, porque tudo se encaixa".
Dentre os fatos da trajetória de Lula e da história do Brasil que se encaixam, de acordo com Paraná, estão a morte da primeira esposa no parto (ela havia contraído hepatite) na mesma época em que o Brasil detinha um dos maiores índices mundiais de morte no parto, a migração da família de Lula no momento em que o Brasil presencia sua maior onda de migração interna e o alcoolismo que marca o pai de Lula no período de maior incidência deste vício no Nordeste.

## Patrocinadores
Conforme revelado pela Agência Estado e pela Revista Época, o filme teria sido patrocinado por diversas empreiteiras, algo extremamente incomum no mercado brasileiro. No início do filme, anuncia-se que a obra “foi produzida sem o uso de qualquer lei de incentivo fiscal federal, estadual ou municipal, graças aos patrocinadores”. Na lista de patrocinadores, no entanto, constam as empreiteiras Odebrecht (atual Novonor) e Camargo Corrêa, as duas maiores do país e que são investigadas na Operação Lava Jato, da Polícia Federal e do Ministério Público.
Ao serem questionadas, as companhias que bancam o filme rejeitaram qualquer motivação política ao financiar o longa. Elas alegam interesse na obra em razão do retorno de imagem para suas marcas.
A agência também trata sobre a distribuição do filme:

Embora a maior parte dos recursos para a produção do filme já tenha sido captada, para a distribuição serão necessários outros R$ 4 milhões, que ainda estão em negociação. Uma dessas negociações é com o presidente venezuelano Hugo Chávez, que foi procurado para financiar a distribuição do filme na Venezuela, Colômbia, Bolívia, Peru e Equador. "(A conversa sobre o assunto) está em banho-maria", diz a produtora do longa, Paula Barreto.
O presidente americano Barack Obama solicitou à produção do longa que a pré-estreia internacional do filme fosse realizada nos Estados Unidos, com sessão em Washington.

## Recepção
Já no primeiro final de semana de exibição, o público ficou abaixo do esperado, havendo uma queda já do sábado para o domingo. O jornal Zero Hora destacou a forte queda de público da primeira para a segunda semana de exibição, dizendo que o público abaixo do esperado frustrou a intenção dos governistas de que o filme ajudasse na campanha de Dilma Rousseff à presidência. Nas duas primeiras semanas de exibição, o filme levou 472,9 mil pessoas às salas de cinema, cerca da quarta parte do que no mesmo período levou o sucesso nacional Se Eu Fosse Você 2, que no total atingiu 6 milhões de espectadores, o que demonstra o excesso de otimismo inicial de Luiz Carlos Barreto, que sugerira que o filme pudesse superar o recorde de bilheteria de uma produção nacional, pertencente a Dona Flor e Seus Dois Maridos, que levou 12 milhões de pessoas aos cinemas.
Para Pedro Butcher, editor da Filme B, empresa especializada em números do mercado cinematográfico, a pré-estreia do filme em novembro e as muitas sessões especiais até o lançamento comercial prejudicaram as expectativas, pois a crítica ao filme foram muito negativas, ressaltando seu possível aspecto eleitoreiro.  A concorrência com a superprodução Avatar também estaria prejudicando o filme nacional. Bruno Wainer, diretor da Downtown Filmes, distribuidora do filme, estaria temendo um fracasso retumbante diante da recepção negativa encontrada. Segundo Wainer, o filme foi submetido a um massacre pelos meios de comunicação por questões políticas, o que seria muito injusto para com o projeto.
Conforme o espanhol El País, o filme não teve o sucesso de bilheteria esperado, nem boa repercussão na crítica, tendo estreado em quinto lugar nas bilheterias e depois passando a cair. A razão, conforme o periódico, seria a imagem "adocicada e pouco realista" de Lula no filme, bem como o fato da população já conhecer muito a história de Lula, preferindo vê-lo em cenas reais, usando linguagem popular e cometendo erros gramaticais. O jornal elogia, contudo, o trabalho dos atores, afirmando também que o filme é emocionante, tem suspense e um final digno de nota.
A bilheteria aquém das expectativas não estaria sendo prejudicada nem mesmo pela pirataria, visto que o filme não estaria sendo encontrado entre os camelôs nas principais avenidas de São Paulo e o Conselho Nacional de Combate à Pirataria do Ministério da Justiça está alerta quanto à produção de cópias ilegais.
O livro A História de Lula: O Filho do Brasil, de Denise Paraná, lançado em 2009, uma versão resumida de Lula, o Filho do Brasil, pela mesma escritora que o lançara em 2001, entrou na lista dos dez mais vendidos no Brasil elaborada pela Folha de S. Paulo, em janeiro de 2010, fato que o jornal atribuiu à estreia do filme.

### Críticas ao filme
O lançamento do filme, janeiro de 2010, foi alvo de críticas pelo fato de que 2010 era um ano eleitoral, em que seria eleito o presidente sucessor de Lula. Ou seja, a data de lançamento do filme seria proposital, uma tentativa de ajudar na eleição da candidata do partido de Lula ao governo. Dilma Rousseff, candidata à sucessão de Lula, já admitiu que o filme pode influenciar no resultado das eleições.
A maior crítica, no entanto, é o fato do filme não retratar com fidelidade a vida e carreira de Lula. O filme elimina diversos defeitos e erros do protagonista, tornando-o exageradamente romantizado e heroico. Tal fato teria objetivos eleitorais.
Outra suspeita acerca do filme, é o fato de que empresas que patrocinaram Lula, o Filho do Brasil, poderiam estar politicamente envolvidas com o Governo, tendo interesses econômicos como motivação para o patrocínio de uma obra que ajudaria a eleição da sucessora de Lula à presidência.
Uma cena controversa no filme é a de uma greve em 1962, quando Lula ainda não tinha nenhuma participação sindical e, ao ver os operários jogando o proprietário da fábrica do alto do prédio, fica revoltado com a violência. No livro que inspirou o filme, ao contrário, Lula diz que achava que se estava "fazendo justiça". Também houve críticas ao filme pelo fato de em nenhum momento se referir a Miriam Cordeiro, namorada que Lula, segundo estes críticos, teria "abandonado" grávida de seis meses. Barreto diz que a omissão ocorreu porque Miriam não permitiu que seu nome fosse citado. Já Lurian Cordeiro, filha de Lula com Miriam, em carta publicada pelo New York Times, em 26 de janeiro de 2010, desmentiu todas essas acusações divulgadas por aquele jornal: "em primeiro lugar minha mãe não foi 'abandonada'", escreveu Lurian. Lurian questiona os critérios adotados por Alexei Barrionuevo, correspondente do New York Times no Brasil: "Se nenhum de meus irmãos apareceu no filme, por que eu deveria aparecer?", estranhou ela.
Outra crítica feita por alguns é que a bebida preferida de Lula, a cachaça, foi substituída nas telas por cerveja, uma bebida que ele afirma não gostar. Segundo o diretor, a Ambev pagou para que o produto fosse veiculado.
A revista britânica The Economist, com o título "Lula, Higienizado", também criticou a exclusão do que poderia ser considerado defeito na figura de Lula, dizendo que o homem ali retratado "é bom demais para ser verdade" e que uma versão mais realista não diminuiria o personagem.
Numa análise sobre o filme, transmitida pela Rádio CBN dia 19 de janeiro de 2010, Arnaldo Jabor disse: "Filme sobre Lula merece ser visto e respeitado". Jabor ressalta que o filme vem sendo vítima de um "patrulhamento ideológico", tanto de direita, como de esquerda. "A história de vida de Lula, saindo da miséria até a presidência da república, daria um filme. E deu" .

### Interesse internacional
Segundo a agência Reuters, o filme estaria sendo lançado "na esteira de um grande interesse pelo presidente brasileiro no exterior", após Lula ter sido escolhido o "Homem do Ano" pelo jornal francês Le Monde, bem como a 33.ª pessoa mais poderosa do mundo no ranking da revista econômica Forbes, uma das 50 pessoas que "moldaram a década" segundo o jornal britânico Financial Times, e uma das 100 personalidades do ano do mundo ibero-americano pelo jornal espanhol El País. A Reuters observa que, no Brasil, o uso do filme como instrumento político ou de campanha eleitoral pelo atual governo, que tem inspirado artigos em diversos órgãos da imprensa brasileira, não preocupa seus realizadores: ""Quis fazer um melodrama épico, nada além disso", disse Fábio Barreto.
Em setembro de 2010, o filme foi o escolhido do Brasil para tentar uma indicação ao Oscar na categoria de Melhor Filme Estrangeiro. A escolha unânime do filme pela Comissão de Seleção causou surpresa entre produtores e cineastas brasileiros. Mas o filme não obteve a indicação ao Oscar.

## Prêmios e Indicações
| Ano  | Prêmio                             | Categoria                    | Nomeações        | Resultado | Ref.          |
| ---- | ---------------------------------- | ---------------------------- | ---------------- | --------- | ------------- |
| 2011 | Grande Prêmio do Cinema Brasileiro | Melhor Atriz                 | Glória Pires     | Venceu    | [ 37 ] [ 38 ] |
| 2011 | Grande Prêmio do Cinema Brasileiro | Melhor Direção de Fotografia | Gustavo Hadba    | Indicado  | [ 37 ] [ 38 ] |
| 2011 | Grande Prêmio do Cinema Brasileiro | Melhor Direção de Arte       | Clóvis Bueno     | Indicado  | [ 37 ] [ 38 ] |
| 2011 | Grande Prêmio do Cinema Brasileiro | Melhor Maquiagem             | Ana Van Steen    | Indicado  | [ 37 ] [ 38 ] |
| 2011 | Prêmio Guarani                     | Melhor Atriz                 | Glória Pires     | Indicada  | [ 39 ]        |
| 2011 | Prêmio Guarani                     | Melhor Figurino              | Cristina Camargo | Indicado  | [ 39 ]        |